# Hõreda
Hõreda est un village de la commune et du comté de Rapla en Estonie. Entre 1991 et 2017, Hõreda appartenait à la commune de Juuru.